# 隐舌橐吾
隐舌橐吾（学名：Ligularia franchetiana）是菊科橐吾属的植物，为中国的特有植物。分布在中国大陆的云南等地，生长于海拔2,350米至3,900米的地区，多生长于山坡、河边以及林下，目前尚未由人工引种栽培。